# アステリックス 神々の邸宅
『アステリックス 神々の邸宅』（仏: Astérix : Le Domaine des dieux）は、2014年のフランス・ベルギーのアニメーション・アドベンチャー・コメディ映画。漫画『アステリックス』のアルバム（単行本）「神々の邸宅」を基にしている。

## キャスト
| 役名                            | 原語版声優                   |
| ------------------------------- | ---------------------------- |
| アステリックス / イデフィックス | ロジャー・カレル             |
| オベリックス                    | ギョーム・ブリア             |
| センチュリオン・オウセンプラス  | アレクサンドル・アスティエ   |
| アブララクシクス                | セルジュ・パパガリ           |
| ダルシア                        | ジェラルディン・ナカシュ     |
| ペティミナス                    | アルトゥス・デ・ペンゲルン   |
| オードラルファベティクス        | フランソワ・モレル           |
| セトーマティクス                | ライオネル・アスティエ       |
| ジュリアス・シーザー            | フィリップ・モリエ＝ジュヌー |